# 騎兵第27連隊
騎兵第27連隊（きへいだい27れんたい、騎兵第二十七聯隊）は、大日本帝国陸軍の騎兵連隊のひとつ。1939年（昭和14年）以降は捜索第19連隊。

## 沿革
- 1916年（大正5年）4月18日 - 軍旗拝受
- 1918年（大正7年） - シベリア出兵
- 1920年（大正9年） - 間島出兵
- 1931年（昭和6年） - 満州事変にて錦西に進駐
- 1932年（昭和7年） - 古賀伝太郎連隊長が軍旗を守って戦死
- 1939年（昭和14年） - 捜索第19連隊に改編
- 1944年（昭和19年）5月 - フィリピンへの出撃にあたり、乗馬中隊を乗車中隊に改編
- 1945年（昭和20年）8月 - フィリピンで、残りはソ連対日参戦でそれぞれ玉砕し、終戦

## 歴代連隊長
| 代 | 氏名       | 在任期間              | 備考 |
| -- | ---------- | --------------------- | ---- |
| 1  | 土屋篤     | 1916.4.1 -            |      |
| 2  | 加納信暉   | 1918.9.17 - 1922.8.15 |      |
| 3  | 飯島昌蔵   | 1922.8.15 -           |      |
| 4  | 早川靖     | 1925.5.1 -            |      |
| 5  | 清岡公臣   | 1928 -                |      |
| 6  | 古賀伝太郎 | 1928.8.10 -           |      |
| 7  | 豊島暉     | 1932 -                |      |
| 8  | 中村円太郎 | 1933.8.1 -            |      |
| 9  | 片桐茂     | 1936.1.21 -           |      |
| 10 | 窪田武二郎 | 1937.11.1 -           | 大佐 |
| 11 | 森川勇     | 1939.8.1 -            |      |
| 12 | 宮田次男   | 1940.2.2 - 1944.6.5   |      |
| 末 | 秋山太郎   | 1944.6.5 -            |      |